# Рафал из Тарнова и Ярослава
Рафал из Тарнова и Ярослава (XIV век — 28 мая 1441) — польский шляхтич и государственный деятель. Каштелян войницкий, староста львовский (до 15 июля 1440 года). Представитель рода Ярославских герба Лелива.

## Биография
Старший сын Спитка Тарновского из Тарнова и Ярослава и его жены Сендохны (Сандохны) из Зглобеня († до 1464). Отец умер, не устроив до конца имущественные дела с представителями рода Тарновских.
В августе 1428 года вместе с матерью и братьями дали согласие на издание отцом граничного документа. Вести о его общественной деятельности происходят с 1436 года; к этому времени уже был среди придворных короля Владислава III Варненчика. В апреле 1437 года участвовал в генеральном вече Русских земель польской короны в городе Мостиска. В октябре 1437 года участвовал в генеральном вече Краковской земли как судебный асессор. Во время сейма в городе Пётркув в декабре 1438 года он получил номинацию на пост каштеляна войницкого. Участвовал в сейме в Кракове в январе 1440 года. После Петра Одровонжа стал львовским старостой, в результате чего чаще всего находился в этом городе .
В 1437 году на генеральном вече Краковской земли вместе с братьями Спитеком и Яном провело формальное разделение земских имений со двоюродными братьями Тарновскими, а в 1438 году в Ланьцуте он с матерью поделили наследство отца (мужа). Рафал стал владельцем Пшеворска в Русском воеводстве с 14 близлежащими селами, а также Вадува близ Кракова. В 1438 году Рафал вместе с братьями разделили наследственные долги отца.
Ранее умер 28 мая 1441 года во время старостинских процессов, был похоронен в приходском костеле Пшеворска. На его эпитафии ошибочно указали как год смерти 1491 года.

## Семья
Около 1419 года Рафал из Тарнова женился на Анне с Шамотул, дочери генерального старосты Великопольши Доброгоста герба Наленч и его жены Елизаветы — дочери маршалка коронного, подскарбия коронного, сына галицкого боярина Дмитрия из Горая (умерла в 1460 году). В браке с женой родилось четверо детей:
- Ян Ярославский из Пшеворска (Ян из Тарнова, Ярослава, Переворска, Зглобеня) (ок. 1428—1481)[3]
- Беата Ярославская (1419—1481), жена саноцкого каштеляна Юрия из Гумныск, приданое — 700 гривен (названа в честь прабабушки Беаты из Божидара из рода Авданцев, жены Дмитрия[2])
- Спитек ІІІ из Ярослава Ярославский (1436—1519), каштелян краковский, вице-регент Королевства Польского
- Рафал Якуб Ярославский (1439—1492), староста львовский и сандомирский[3].